# Museu Mineiro do Lousal
O Museu Mineiro do Lousal é um museu situado na aldeia do Lousal, freguesia de Azinheira dos Barros e São Mamede do Sádão, concelho de Grândola, distrito de Setúbal, Portugal. Situado no antigo edifício da Central Eléctrica, o Museu Mineiro do Lousal possui um importante espólio no âmbito da arqueologia industrial.

## História
No contexto do projecto de Revitalização e Desenvolvimento Integrado do Lousal (RELOUSAL), a Fundação Frédéric Velge estabeleceu em 1996 um protocolo com a Associação Portuguesa de Arqueologia Industrial (APAI) para a criação do Museu Mineiro do Lousal, tendo este sido inaugurado a 20 de Maio de 2001.

## Missão
O Museu Mineiro do Lousal tem como missão valorizar o património mineiro do Lousal através da reutilização, divulgação e dinamização de instalações, equipamentos e objectos da antiga Mina do Lousal, sendo parte integrante da Fundação Frédéric Velge.

## Acervo
Como a antiga Central Eléctrica conservava ainda grande parte do seu equipamento, definiu-se, como ideia orientadora do projecto de musealização, a recuperação e valorização do edifício e de todo o conjunto de equipamentos que o mesmo possuía, procurando soluções museográficas que contribuíssem para a valorização do espaço.
De entre o espólio existente, destacam-se as seguintes colecções e espaços: instrumentos manuais de trabalho; motores/geradores; compressores; alternador(corte); actividade administrativa; formas de iluminação das minas anteriores à electricidade; iluminação das minas na época da electricidade; martelos pneumáticos; capacetes; centrifugadora; literatura técnica e reconstituição do antigo gabinete do apontador.
Encontra-se igualmente patente ao público a exposição Modelos de Minas do Séc. XIX: Mostra de Engenhos de Exploração Mineira, com base no espólio da secção de Exploração de Minas do Departamento de Minas e Georrecursos do Instituto Superior Técnico (IST), em Lisboa.
Dessa colecção, destacam-se dois tipos de modelos, importantes por razões distintas e complementares:
- Em primeiro lugar, os modelos assinados provenientes da Real Academia de Minas de Freiberg, uma das mais antigas, fundada em 1765. Após a Guerra dos Sete Anos (1756-63), o desenvolvimento da região de Erzgebirge passava pela optimização da exploração da riqueza mineral, e, naturalmente, pela investigação científica aplicada às técnicas minero-metalúrgicas. À semelhança de todas as escolas técnicas, a Academia mantinha e actualizava uma colecção científica de modelos mineiros, então usados com fins pedagógicos, destinados a mostrar as formas, usos e eventuais alterações dos novos equipamentos que iam aparecendo; os modelos complementavam, em três dimensões e partes amovíveis, os esquemas e descrições dos livros, fazendo a ponte entre a teoria e a prática de tirocínio, e preenchendo as lacunas das inovações que não se conheciam in situ, durante as viagens científicas organizadas pelas Academias a zonas mineiras importantes pela respectiva contribuição na inovação técnica.
- Em segundo lugar, os modelos que documentam os aperfeiçoamentos e inovações introduzidos nas minas portuguesas – ou tão-somente de uso remoto, eficaz e generalizado como o do plano inclinado – bem como equipamentos inovadores apresentados nas grandes exposições mundiais. Este espólio, juntamente com o acervo documental existente (ao qual se junta uma grande colecção mineralógica), evidencia, ainda, a forma como o Ensino de Minas, em Portugal (neste caso em Lisboa), foi estruturado de acordo com as mais inovadoras filosofias pedagógicas oitocentistas e se manteve actualizado, nomeadamente através da ligação que muitos dos engenheiros civis de minas portugueses mantiveram com a sua Academia – muitos foram formados em Freiberg, no século XIX – e a outras escolas alemãs, nomeadamente a Real Academia de Minas de Clausthal (donde provêm também alguns modelos da colecção).

Em termos organizativos, a exposição encontra-se estruturada da seguinte forma:
1) O Contexto Histórico
- A Evolução da Exploração de Minas
- Breve Historial do Desenvolvimento Técnico Mineiro Oitocentista

2) Os Modelos

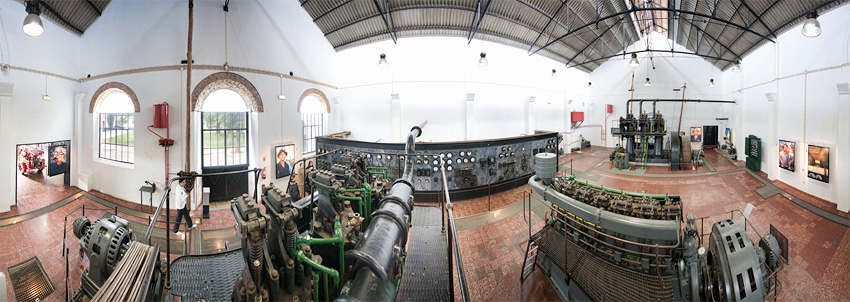
Museu Mineiro do Lousal.

- Subterrâneo: Sistemas e Métodos de Exploração
- Introdução aos Sistemas de Mineração
- Plano de Lavra e Métodos de Exploração
- Mina Subterrânea
- Poço Principal
- Roda Hidráulica Simples
- Roda Hidráulica Dupla
- Poço I
- Poço II
- Galeria Principal
- Galeria Secundária I
- Galeria Secundária II
- Mina Subterrânea – Corte Geral

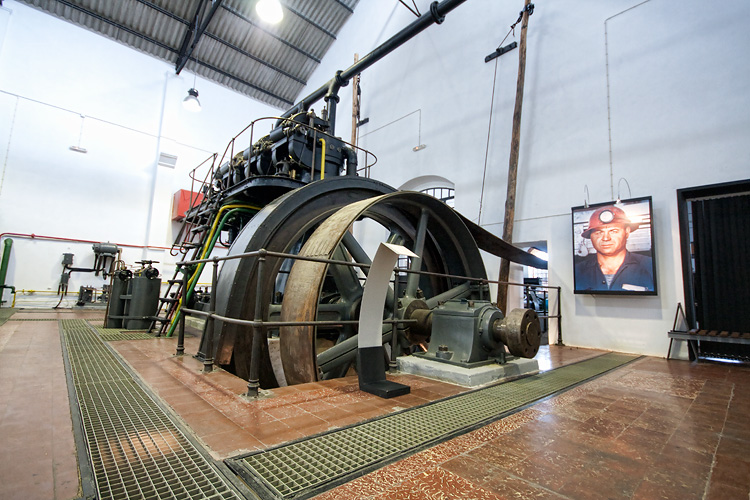
Museu Mineiro do Lousal.

- Trajecto Vertical: Elevadores e outros Sistemas de Extracção
- A Evolução das Técnicas de Extracção
- Poço com Escadas Mecânicas
- Estrutura da Torre de Extracção
- Guincho Manual "Sarilho"
- Guincho Accionado por Muares
- Jaula com Pára-Quedas
- Jaula Dupla
- Skip do "Poço C"
- Jaula com Cancela Automática
- Plano Inclinado Automotor
- Trajecto Horizontal: Vagonetas e Sistemas de Armazenamento
- Rolagem Subterrânea
- Vagonetas de Madeira
- Carro-de-Mão
- Carris de Descarga Automática
- Ponte Móvel
- Central de Descarga

- A Água: Bombagem e Escoamento

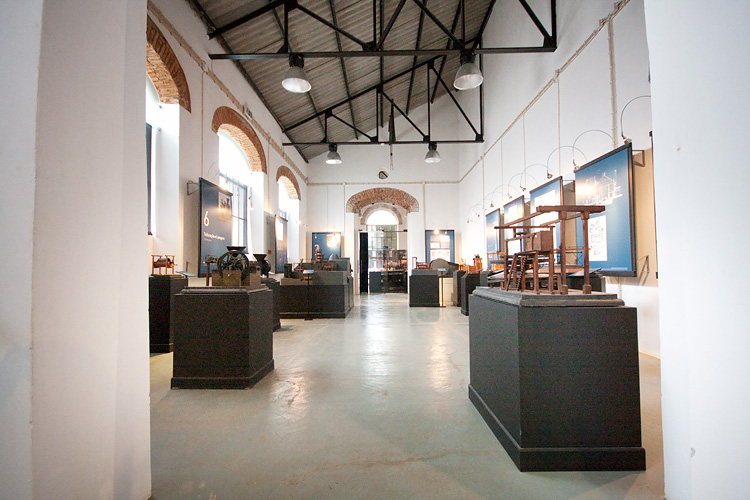
Museu Mineiro do Lousal.

- O Escoamento das Águas Residuais no Interior da Mina
- Bombas Hidráulicas
- Bomba Hidráulica Manual
- Bomba Hidráulica
- Bombas Hidráulicas em Série
- Bomba Centrífuga I
- Bomba Centrífuga II
- Bomba Hidráulica de Colunas Duplas
- O Ar: Sistemas de Ventilação
- A Evolução dos Sistemas de Ventilação Subterrâneos
- Ventiladores Mineiros
- Ventilador Alternativo
- Ventilador Lemielle
- Ventilador Fabry
- Ventilador Guibal

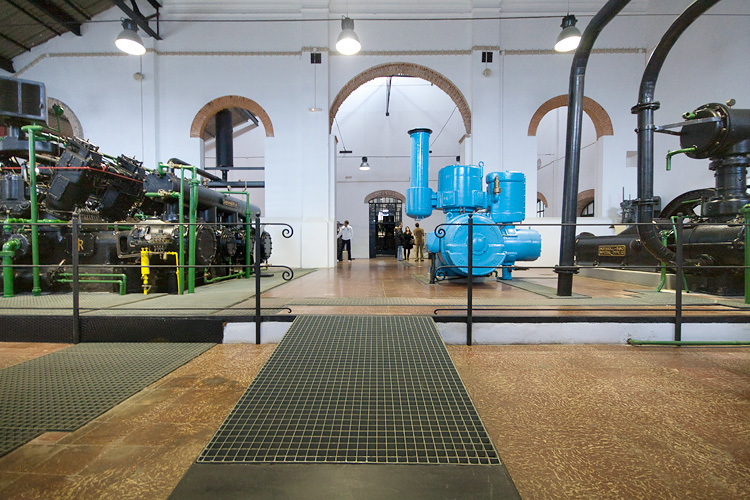
Museu Mineiro do Lousal.

- Trituração e Lavagem: Métodos de Depuração I
- Introdução Histórica aos Engenhos de Mineralurgia
- Tratamento Primário do Minério em Estabelecimentos à Superfície
- Triturador de Rolos
- Britador de Maxilas
- Trommel I
- Trommel II
- Instalação de Tratamento Mineralúrgico
- Mesa Oscilante de Rittinger
- Jiga Manual
- Jiga de Pistão
- Jiga de Pistão Dupla
- Caleiras Concentradoras
- Concentrador Fílmico
- Concentrador Fílmico a dois Níveis
- O Fogo: Métodos de Depuração II
- Os Progressos da Metalurgia Extractiva
- Alto-Forno
- Forno de Cal
- Forno Contínuo de Hoffman